# Synagoge (Kyllburg)

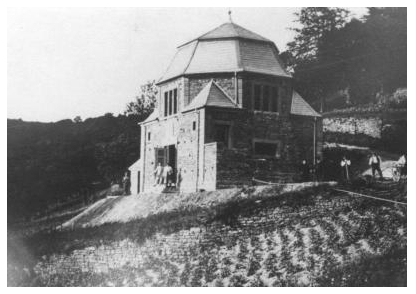
Synagoge in Kyllburg, vor 1938

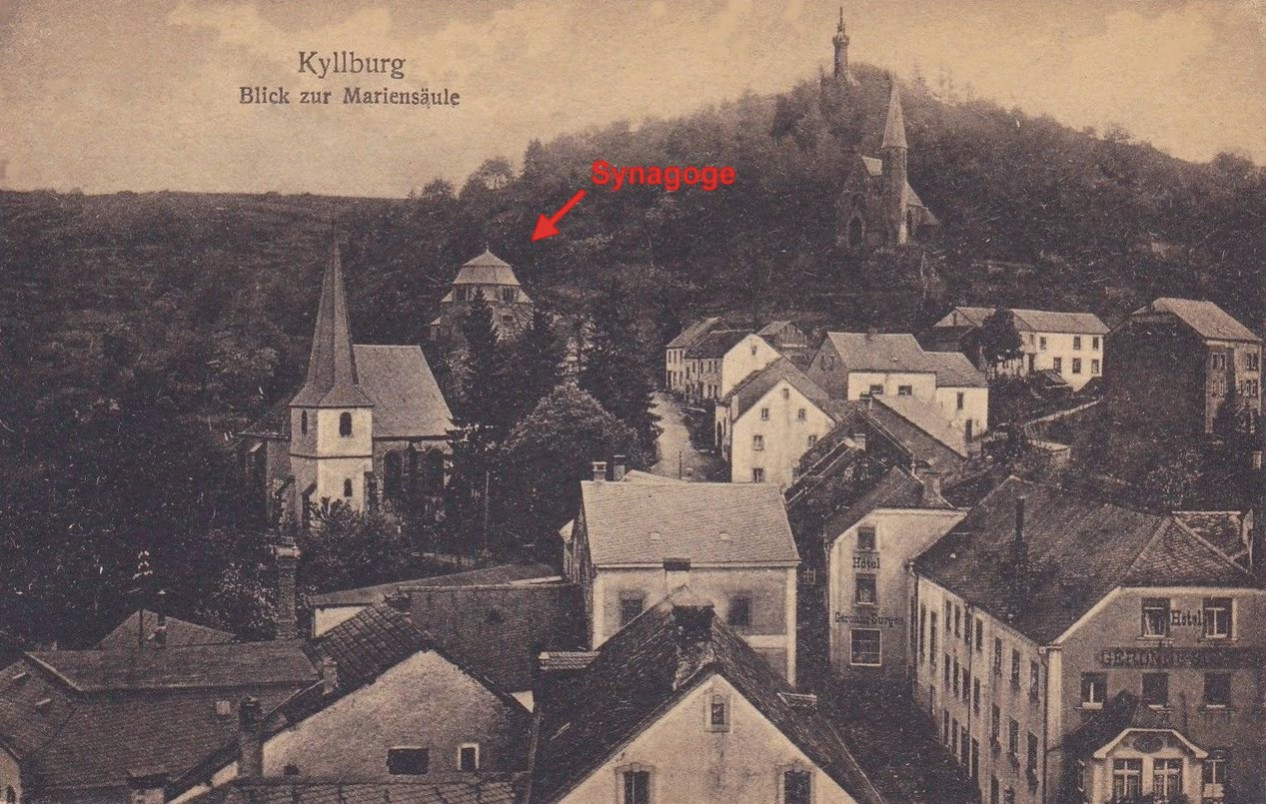
Lage der Synagoge

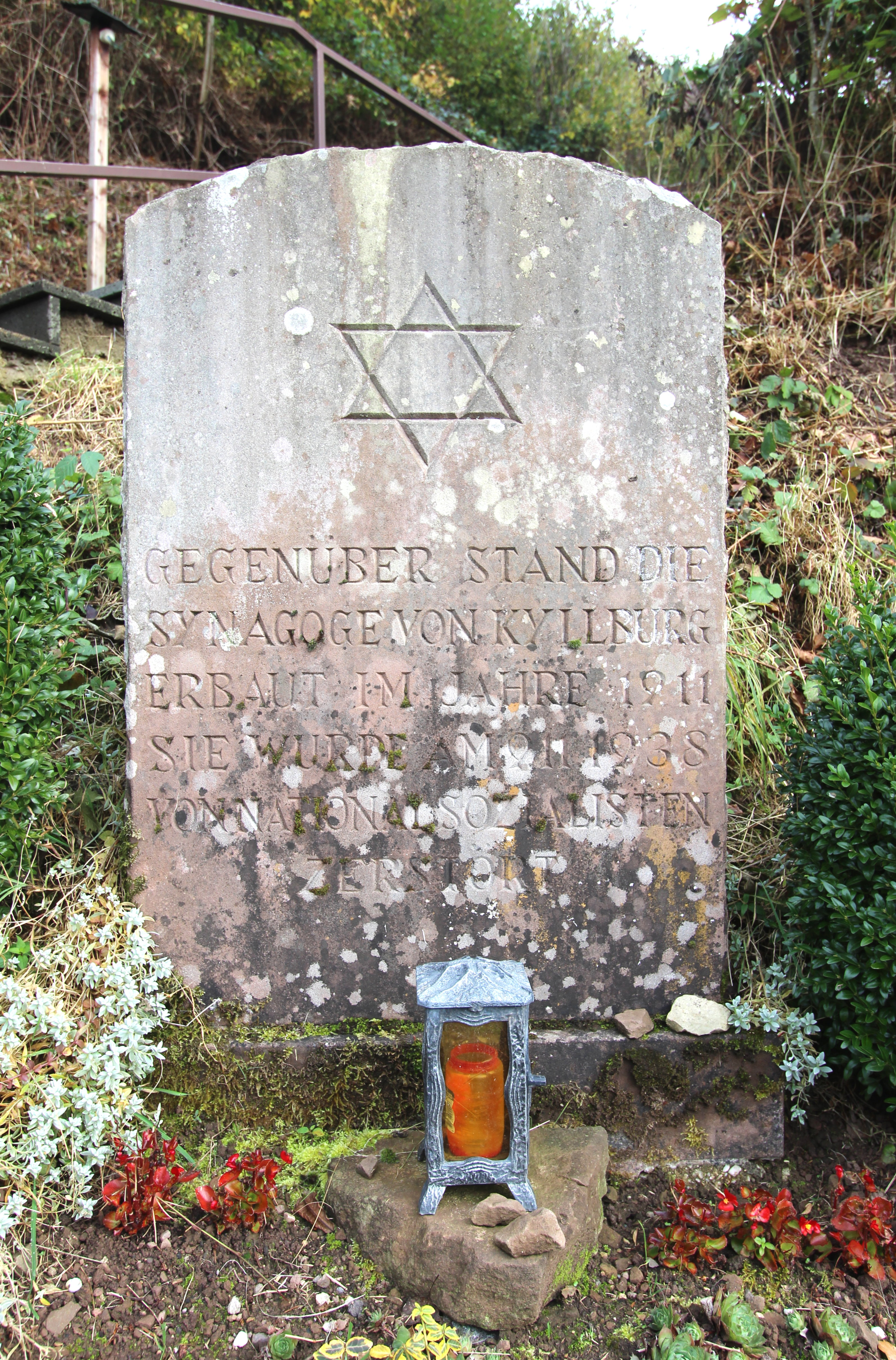
Gedenkstein, Aufnahme von 2016

Die Synagoge in Kyllburg, einer Stadt im Eifelkreis Bitburg-Prüm in Rheinland-Pfalz, wurde 1911/12 errichtet. Die Synagoge stand in der Marienstraße am Südhang des Annenberges.

## Geschichte
Im Jahr 1900 vermachte der kinderlose katholische Gastwirt Jacob Schweitzer aus Kyllburg sein Vermögen von 50.000 Mark der jüdischen Gemeinde als Beitrag zum Bau einer Synagoge. Der schiefergedeckte Zentralbau auf quadratischem Grundriss mit oktogonalem Kuppeltambour war aus Bruchsteinmauerwerk errichtet. Der Eingang für die Männer lag im Westen, die Frauenempore erreichte man über eine Außentreppe an der Südseite.
Beim Novemberpogrom 1938 wurde die Synagoge durch Nationalsozialisten niedergebrannt. Das Grundstück wurde nicht wieder bebaut.

## Gedenken
Im Jahr 1988 wurde ein Gedenkstein gegenüber dem Synagogengrundstück, auf dem Grundstück der evangelischen Kirchengemeinde, aufgestellt.